# Kabinett Konstantinos Simitis III

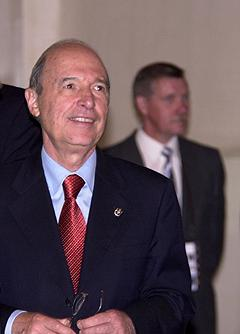
Konstantinos Simitis (2003)

Das Kabinett Konstantinos Simitis III wurde am 13. April 2000 in Griechenland durch Konstantinos Simitis gebildet und löste das zweite Kabinett Simitis ab. Das Kabinett bestand bis zum 10. März 2004 und wurde dann durch das Kabinett Kostas Karamanlis I abgelöst.
Bei der vorausgegangenen Parlamentswahl vom 8. April 2000 verzeichnete die regierende Panellinio Sosialistiko Kinima (PASOK) im Vergleich zur Parlamentswahl vom 22. September 1996 einen knappen Zugewinn von 2,3 Prozentpunkten und bekam 43,79 Prozent (1996: 41,49 Prozent). Sie erhielt aufgrund des geltenden Verhältniswahlrechts mit 158 Mandaten (1996: 162 Sitze) weiterhin eine absolute Mehrheit. Allerdings gewann auch die oppositionelle Nea Dimokratia (ND) unter Führung von Kostas Karamanlis 4,62 Prozentpunkte hinzu und erzielte damit 42,74 (1996: 38,12 Prozent) sowie 125 Sitz (1996: 108 Mandate) im Parlament.

## Minister
| Ministeramt                                           | Amtszeit                                         | Minister                                                     | Lebensdaten                 |
| ----------------------------------------------------- | ------------------------------------------------ | ------------------------------------------------------------ | --------------------------- |
| Ministerpräsident (Präsident des Ministerrates)       | 13. April 2000                                   | Konstantinos Simitis                                         | * 1936 † 2025               |
| Auswärtiges                                           | 13. April 2000 13. Februar 2004                  | Giorgos Papandreou Tasos Giannitsis                          | * 1952 * 1944               |
| Nationale Verteidigung                                | 13. April 2000 24. Oktober 2001                  | Akis Tsochatzopoulos Yiannos Papantoniou                     | * 1939 † 2021 * 1949        |
| Inneres, öffentliche Verwaltung und Dezentralisierung | 13. April 2000 24. Oktober 2001 13. Februar 2004 | Vasso Papandreou Kostas Skandalidis Nikos Alivizatos         | * 1944 † 2024 * 1953 * 1949 |
| Finanzen                                              | 13. April 2000 24. Oktober 2001                  | Yiannos Papantoniou Nikos Christodoulakis                    | * 1949 * 1952               |
| Justiz                                                | 13. April 2000 24. Oktober 2001                  | Michalis Stathopoulos Philippos Petsalnikos                  | * 1938 * 1950 † 2020        |
| Wirtschaft                                            | 13. April 2000 24. Oktober 2001                  | Yiannos Papantoniou Nikos Christodoulakis                    | * 1949 * 1952               |
| Umwelt, Raumplanung und öffentliche Arbeiten          | 13. April 2000 24. Oktober 2001                  | Konstantinos Laliotis Vasso Papandreou                       | * 1951 * 1944 † 2024        |
| Nationale Bildung und religiöse Angelegenheiten       | 13. April 2000                                   | Petros Efthymiou                                             | * 1950                      |
| Transport und Kommunikation                           | 13. April 2000                                   | Christos Verelis                                             | * 1950                      |
| Arbeit und soziale Sicherheit                         | 13. April 2000 24. Oktober 2001                  | Tasos Giannitsis Dimitrios Reppas                            | * 1944 * 1952               |
| Gesundheit und Wohlfahrt                              | 13. April 2000 13. Juni 2002                     | Alexandros Papadopoulos Konstantinos Stephanis               | * 1949 † 2023 * 1928 † 2016 |
| Landwirtschaft                                        | 13. April 2000 24. Oktober 2001                  | Georgios Anomeritis Georgios Drys                            | * 1945 * 1944               |
| Öffentliche Ordnung                                   | 13. April 2000 7. Juli 2003                      | Michail Chrysochoidis Georgios Floridis                      | * 1955 * 1956               |
| Kultur                                                | 13. April 2000 20. November 2000                 | Theodoros Pangalos Evangelos Venizelos                       | * 1938 † 2023 * 1957        |
| Entwicklung                                           | 13. April 2000 24. Oktober 2001                  | Nikolaos Christodoulakis Akis Tsochatzopoulos                | * 1952 * 1939 † 2021        |
| Handelsmarine                                         | 13. April 2000 24. Oktober 2001 7. Juli 2003     | Christos Papoutsis Georgios Anomeritis Georgios Paschalidis  | * 1953 * 1945 * 1951        |
| Presse und Massenmedien                               | 13. April 2000 24. Oktober 2001 13. Februar 2004 | Dimitrios Reppas Christos Protopapas Georgios Romaios        | * 1952 * 1956 * 1934        |
| Makedonien und Thrakien                               | 13. April 2000 7. Juli 2003                      | Georgios Paschalidis Charis Kastanidis                       | * 1951 * 1956               |
| Ägäis                                                 | 13. April 2000                                   | Nikolaos Sifounakis                                          | * 1949                      |
| Staatsminister ohne Geschäftsbereich                  | 13. April 2000 24. Oktober 2001 7. Juli 2003     | Miltiadis Papaioannou Stephanos Manikas Alexandros Akrivakis | * 1946 * 1952 * 1944        |